# سوني ريدر
سوني ريدر خط قارئات الكتب الإلكترونية من إنتاج سوني.
كان Sony Reader عبارة عن مجموعة من أجهزة قراءة الكتب الإلكترونية التي صنعتها شركة Sony ، والتي أنتجت أول قارئ إلكتروني تجاري E Ink مع Sony Librie في عام 2004. واستخدمت شاشة عرض ورقية إلكترونية طورتها شركة E Ink Corporation ، ويمكن عرضها في ضوء الشمس المباشر، لا يتطلب أي قوة للحفاظ على صورة ثابتة، وكان يمكن استخدامه في الاتجاه الرأسي أو الأفقي.

## حقائق سريعة عن سلسلة
باعت Sony كتبًا إلكترونية للقارئ من مكتبة Sony eBook Library في الولايات المتحدة، والمملكة المتحدة، واليابان، وألمانيا، والنمسا، وكندا، وأفادت التقارير أنها قادمة إلى فرنسا وإيطاليا وإسبانيا اعتبارًا من أوائل عام 2012. ويمكن للقارئ أيضًا عرض ملفات Adobe PDF وتنسيق ePub وخلاصات أخبار RSS و JPEGs وتنسيق BBeB ("BroadBand eBook") الخاص بشركة Sony. يمكن لبعض القراء تشغيل ملفات MP3 وملفات الصوت AAC غير المشفرة. أتاح التوافق مع ملفات PDF و ePub المحمية بإدارة الحقوق الرقمية من Adobe (DRM) لمالكي برنامج Sony Reader استعارة الكتب الإلكترونية من المكتبات المعارة في العديد من البلدان.
تسمح قواعد DRM للقارئ بقراءة أي كتاب إلكتروني تم شراؤه على ما يصل إلى ستة أجهزة، يجب أن يكون أحدها على الأقل جهاز كمبيوتر شخصي يعمل بنظام Windows أو Mac OS X. على الرغم من أن المالك لا يمكنه مشاركة الكتب الإلكترونية المشتراة على أجهزة الآخرين والحسابات، كانت القدرة على تسجيل خمسة قراء في حساب واحد ومشاركة الكتب وفقًا لذلك حلاً ممكنًا. في 1 أغسطس 2014، أعلنت شركة Sony أنها لن تصنع قارئًا إلكترونيًا آخر للمستهلكين. في أواخر عام 2014، أصدرت سوني Sony Digital Paper DPTS1 - الذي يعرض ملفات PDF فقط ولديه قلم لتدوين الملاحظات - يستهدف مستخدمي الأعمال المحترفين.

## النماذج والتوافر
تم إنتاج عشرة نماذج. تم توفير PRS-500 (رمز PRS لنظام القارئ المحمول) في الولايات المتحدة في سبتمبر 2006. في 1 نوفمبر 2006، تم عرض القراء للبيع في مكتبات بوردرز في جميع أنحاء الولايات المتحدة. كان لشركة بوردرز عقدًا حصريًا لـ Reader حتى نهاية عام 2006. واعتبارًا من أبريل 2007، تم بيع برنامج Sony Reader في الولايات المتحدة من قبل العديد من التجار، بما في ذلك Fry's Electronics و Costco و Borders و Best Buy. متجر الكتب الإلكترونية من سوني متاح فقط للمقيمين في الولايات المتحدة أو كندا أو للعملاء الذين اشتروا قارئًا من الطراز الأمريكي مع رصيد متجر الكتب الإلكترونية المجمعة.
في 24 يوليو 2007، أعلنت سوني أن قارئ PRS-505 سيكون متاحًا في المملكة المتحدة مع تاريخ إطلاقه في 3 سبتمبر 2008. Waterstone's هو الشريك الرسمي للبيع بالتجزئة والقارئ متوفر في متاجر مختارة مثل Argos و Sony Centers وديكسون. بينما يتوفر الإصدار الأحمر حصريًا من John Lewis.
في 2 أكتوبر 2008، تم الإعلان عن PRS-700، مع شاشة تعمل باللمس وإضاءة مدمجة.
في 5 أغسطس 2009، أعلنت شركة سوني عن قارئين جديدين، إصدار الجيب PRS-300 ذو الميزانية المحدودة وإصدار اللمس الأكثر تقدمًا PRS-600.
في 25 أغسطس 2009، أعلنت شركة سوني عن إصدار القارئ PRS-900 «الإصدار اليومي». يتميز بشاشة قياس 7 بوصات للتنافس مع Amazon Kindle DX. كما أنه أول من يتميز بشبكة 3G اللاسلكية المجانية من خلال AT&T للوصول إلى Sony eBookstore دون الحاجة إلى جهاز كمبيوتر، ولزيادة مستوى التدرج الرمادي، من 8 إلى 16.
في 1 سبتمبر 2010، قدمت سوني PRS-350 Pocket Edition و PRS-650 Touch Edition و PRS-950 "Daily Edition" كبدائل لـ PRS-300 و PRS-600 و PRS-900، مع كلا الطرازين الجديدين الذي يضم 16 -شاشات لمس ذات مقياس رمادي. يمثل إطلاق الطرز الجديدة أيضًا إدخال برنامج Sony Reader إلى الأسواق الأسترالية والنيوزيلندية لأول مرة.
في 31 أغسطس 2011، أعلنت شركة Sony عن قارئ جديد يحل محل جميع طرازاتها السابقة، PRS-T1 ، والذي يتميز بشاشة مقاس 6 بوصات.
في 16 أغسطس 2012، أعلنت شركة Sony عن خليفة PRS-T1 ، PRS-T2.
في 4 سبتمبر 2013، أعلنت شركة Sony عن خليفة PRS-T2 ، PRS-T3. على عكس طرز قارئ Sony السابقة، لا يتم بيع T3 في الولايات المتحدة، وقد تخلت Sony عن سوق أمريكا الشمالية بسبب المنافسة من Amazon و B&N و Kobo.
في 6 فبراير 2014، أعلنت شركة Sony أنها ستغلق متاجرها في أمريكا الشمالية وأوروبا وأستراليا في أواخر مارس، وترحيل جميع عملائها إلى متجر Kobo Reader Store.
في 1 أغسطس 2014، أعلنت شركة سوني أنها لن تصدر قارئ إلكتروني آخر لكنها ستستمر في بيع مخزونها المتبقي.
موديل 2013 (توقف في أغسطس 2014) قارئ Wi-Fi PRS-T3S
PRS-T3S هو أحدث طراز 6 بوصات، Wi-Fi فقط. تم الإعلان عنه في أكتوبر 2013 في اليابان، وهو PRS-T3 بدون غطاء بتكلفة 99 دولارًا وتم بيعه في اليابان وإنجلترا وكندا وألمانيا.
قارئ واي فاي PRS-T3
PRS-T3 هو طراز 6 بوصات مزود بتقنية Wi-Fi فقط بغطاء سريع.

## تحديد
الحجم: 160 × 109 × 11.3 مم الوزن: 200 جرام بما في ذلك الغطاء المفاجئ العرض: الحجم: 15.2 سم (6 بوصات) قطري (حوالي 1⁄4 مساحة صفحة بحجم الرسالة) الدقة: مقياس رمادي 16 مستوى 6 بوصات شاشة حبر E Pearl عالية الدقة دقة تبلغ 1024 × 758 بكسل، الذاكرة: 2 جيجا بايت من التخزين الداخلي (1.3 جيجا بايت متاح للاستخدام) بالإضافة إلى توسيع microSD حتى 32 جيجا بايت عمر البطارية: 6-8 أسابيع، بافتراض 30 دقيقة للقراءة في اليوم الاتصال: واجهة Micro-USBPC: منفذ USB الكتاب الإلكتروني المدعوم التنسيقات: EPUB ، PDF ، FB2 ، TXTS تنسيقات الصور المدعومة: BMP ، GIF ، JPEG ، PNG ، لاسلكي: Wi-Fi 802.11 b ، g ، n ، مستعرض ويب بسيط الألوان: أسود (غير لامع)، أحمر (لامع) وأبيض (لامع) موديل 2012 (توقف أواخر 2013) قارئ Wi-Fi PRS-T2
PRS-T2
PRS-T2 هو نموذج 6 "Wi-Fi فقط. تدعم شاشته التي تعمل باللمس التكبير والتصغير والقاموس وإضافة الملاحظات، بما في ذلك التصدير إلى Evernote. يحتوي الجهاز على لغتين إنجليزيتين وأربعة قواميس ترجمة مدمجة.
مواصفات PRS-T2.
الحجم: 173 × 110 × 9.1 مم، الوزن: 164 جرام، العرض: 15.2 سم (6 بوصات) قطريًا (1/4 مساحة صفحة بحجم الحرف تقريبًا) الدقة: مقياس رمادي 16 مستوى E Ink Pearl صورة العرض: 90.6 × 122.4 مم (3.57 × 4.82 بوصة)، 600 × 800 بكسل | فعالة 115.4 × 88.2 مم (4.54 × 3.47 بوصة)، 754 × 584 بكسل الحد الأدنى لحجم الخط: 6 نقاط مقروءة، 7 نقاط موصى بها الذاكرة: 2 جيجا بايت من التخزين الداخلي (1.3 جيجا بايت متاحة للاستخدام) بالإضافة إلى توسيع microSD حتى 32 جيجا بايت عمر البطارية: أعلى تصل إلى شهرين مع إيقاف تشغيل Wi-Fi ؛ بطارية ليثيوم أيون: عمر بطارية يصل إلى شهرين، مع إيقاف تشغيل اللاسلكي (عند القراءة 1/2 ساعة في اليوم) الاتصال: واجهة Micro-USBPC: منفذ USB تنسيقات الكتب الإلكترونية المدعومة: EPUB ، PDF ، TXT ، BBeB * ، Rtf * ، Doc * (* بعد التحويل باستخدام برنامج Sony) تنسيقات الصور المدعومة: Jpg و Gif و Png و Bmp لاسلكي: Wi-Fi ومتصفح ويب بسيط الألوان: أسود (غير لامع) وأحمر (لامع)) وأبيض (لامع) موديل 2011 (توقف أواخر 2012) قارئ Wi-Fi PRS-T1
سوني PRS-T1 ، أسود
PRS-T1 هو موديل 6 بوصات يعمل بتقنية Wi-Fi فقط. تدعم شاشته التي تعمل باللمس التكبير والتصغير والبحث في القاموس وإضافة الملاحظات. ويدعم ما يصل إلى 16 لغة مختلفة.
مواصفات PRS-T1
الحجم: 173 × 110 × 8.9 مم الوزن: 168 جرام العرض: 15.5 سم (6 بوصات) قطري (حوالي 1⁄4 مساحة صفحة بحجم الرسالة) الدقة: مقياس رمادي 16 مستوى E Ink Pearl صورة العرض: 90.6 × 122.4 مم (3.57 × 4.82 بوصة)، 600 × 800 بكسل | فعالة 88.2 × 115.4 مم (3.47 × 4.54 بوصة)، 584 × 754 بكسل الحد الأدنى لحجم الخط: 6 نقاط مقروءة، 7 نقاط موصى بها الذاكرة: 2 جيجا بايت من التخزين الداخلي (1.4 جيجا بايت متاحة للاستخدام) بالإضافة إلى توسيع microSD حتى 32 جيجا بايت. بطارية أيون، تصل إلى شهر واحد لكل شحنة واجهة الكمبيوتر: منفذ USB تنسيقات الكتب الإلكترونية المدعومة: EPUB و PDF و TXT تنسيقات الصوت المدعومة: MP3 و AAC لاسلكي: Wi-Fi ومتصفح ويب بسيط الألوان: أسود، أحمر و White.2010 Models (توقف أواخر 2011) Pocket Edition PRS-350
PRS-350
تم إطلاق PRS-350 في أغسطس 2010 وهو معروف أيضًا باسم «إصدار الجيب». تم الإعلان عن PRS-350 في نفس الوقت مع شاشة اللمس PRS-650. إنه أصغر قارئ إلكتروني من سوني بالإضافة إلى جهاز الدخول الذي يحل محل PRS-300 ويبلغ سعره 179 دولارًا أمريكيًا. يحتوي على شاشة تعمل باللمس، وذاكرة 2 جيجا بايت ولكنه يفتقر إلى فتحة بطاقة SD ولا يدعم تشغيل MP3.
مواصفات PRS-350
الحجم: 145 × 104.3 × 8.5 ملم، الوزن: 155 جرام، الشاشة: 5 بوصات. E Ink Pearl ، شاشة تعمل باللمس، مقياس رمادي 16 مستوى الدقة 600 × 800 بكسل إمكانية البحث عن المستندات بنيت في ذاكرة فلاش: 2 جيجا بايت حجم الخط: 6 أحجام (XS - XXL) تنسيقات الكتب الإلكترونية المدعومة: EPUB و PDF و Microsoft Word و TXT و RTF USB صغير BBeBHi-speed اللون: وردي، فضي، أزرق، أحمر، BlackTouch Edition PRS-650
قارئ سوني PRS-650
تم إطلاق PRS-650 في أغسطس 2010 وهو معروف أيضًا باسم "Touch Edition". تم الإعلان عن PRS-650 في نفس الوقت مع شاشة اللمس PRS-350. إنه جهاز متوسط المدى من سوني بسعر 229 دولارًا أمريكيًا. كبديل لطراز PRS-600، فهو إصدار سوني بشاشة لمس أعلى مقياس من القارئ. له واجهة مشابهة لـ PRS-350.
مواصفات PRS-650
الحجم: 168 × 118.8 × 9.6 ملم، الوزن: 215 جرام، الشاشة: 6 بوصات. E Ink Pearl ، شاشة تعمل باللمس، مقياس رمادي 16 مستوى الدقة 600 × 800 بكسل إمكانية البحث عن المستندات مدمجة في ذاكرة الفلاش: فتحة بطاقة SD سعة 2 جيجا بايت فتحة بطاقة الذاكرة Memory Stick PRO Duo حجم الخط: 6 أحجام (XS - XXL) تنسيقات الكتب الإلكترونية المدعومة: EPUB ، PDF ، Microsoft Word ، TXT ، RTF ، BBeB تنسيقات الصوت المدعومة: MP3 ، AAC ألوان العلبة المتاحة: PRS-650BC: BlackPRS-650SC: SilverPRS-650RC: RedDaily Edition PRS-950
تم إطلاق PRS-950 في أغسطس 2010 ليحل محل PRS-900 وهو معروف أيضًا باسم «الإصدار اليومي». تم تقديمه كأفضل جهاز من سوني بسعر 299 دولارًا أمريكيًا. يحتوي الجهاز على شاشة أكبر (7 بوصات)، و 16 مستوى من التدرج الرمادي، وشاشة تعمل باللمس، وشبكة Wi-Fi ، ووصول لاسلكي 3G (من خلال AT&T Mobility بطريقة مشابهة لشبكة Kindle's whispernet) والتي تتيح الوصول إلى متجر الكتب الإلكترونية من Sony دون الحاجة إلى كمبيوتر. الولايات المتحدة مثل قارئات Sony السابقة، يمكن توجيه الشاشة أفقيًا، مما يتيح وضع نمط أفقي، ويضيف وضعًا جديدًا يعرض صفحتين في الوضع الرأسي جنبًا إلى جنب (بطريقة مماثلة لعرض كتاب).
مواصفات PRS-950
الحجم: 199.9 × 128 × 9.6 ملم ، الوزن: 272 جرام ، الشاشة: 7 بوصات. E Ink Pearl ، شاشة تعمل باللمس ، مقياس رمادي 16 مستوى الدقة 600 × 1024 بكسل إمكانية البحث عن المستندات مدمجة في ذاكرة الفلاش: فتحة بطاقة SD سعة 2 جيجابايت فتحة بطاقة الذاكرة Memory Stick PRO Duo حجم الخط: 6 أحجام (XS - XXL) تنسيقات الكتب الإلكترونية المدعومة: EPUB ، PDF ، Microsoft Word ، TXT ، RTF ، BBeB تنسيقات الصوت المدعومة: MP3 ، AAC اللون: فضي فقط لاسلكي: 3G ، Wi-Fi ، مستعرض الويب 2009 (توقف أواخر 2010) إصدار الجيب PRS-300
تم إطلاق PRS-300 في أغسطس 2009 وهو معروف أيضًا باسم «إصدار الجيب». تم الإعلان عن PRS-300 في نفس الوقت مع شاشة اللمس PRS-600. إنه أصغر جهاز قراءة إلكتروني من سوني على الإطلاق بالإضافة إلى جهاز مبتدئ بسعر 199 دولارًا أمريكيًا. يحتوي على شاشة أصغر من PRS-600، ولا توجد واجهة تعمل باللمس ، ولا يوجد صوت MP3 أو ذاكرة قابلة للتوسيع. له واجهة مشابهة لـ PRS-500 و PRS-505.
تحديد
الشاشة: 5 بوصات الدقة: 600 × 800 بكسل الأبعاد LxWxD (تقريبًا): 61⁄4 × 41⁄4 × 13/32 بوصة (159 × 108 × 10 مم تقريبًا) الوزن (تقريبًا): 220 جم (7.76 أونصة)) مقياس رمادي: 8 مستويات مقياس رماديالذاكرة الداخلية: 512 ميجا بايت ، 440 ميجا بايت يمكن الوصول إليها حجم الخط: 3 أحجام خطوط قابلة للتعديل البطارية: مغلق داخلي ، حتى أسبوعين من القراءة بشحنة واحدة MSRP: 150 دولارًا أمريكيًا ألوان العلبة المتاحة: PRS-300BC: أزرق داكن PRS-300RC : وردي وردي PRS-300SC: إصدار SilverTouch PRS-600
نسخة القارئ تاتش
نسخة القارئ تاتش
نسخة Reader Touch التي تعرض كبرياء أوستن والتحيز.
تم إطلاق PRS-600 في أغسطس 2009 وهو معروف أيضًا باسم «إصدار اللمس». تم الإعلان عن PRS-600 في نفس الوقت مع PRS-300 التي لا تعمل باللمس. إنه جهاز Sony متوسط المدى ويبلغ سعره 299 دولارًا أمريكيًا. إنه بديل لطراز PRS-700 (على الرغم من أنه يفتقد ميزة الإضاءة الأمامية). إنه إصدار شاشة اللمس الأكبر حجمًا من سوني للقارئ الإلكتروني. له واجهة مشابهة لـ PRS-700. بخلاف PRS-700 الذي كان متوفرًا باللون الأسود فقط ، يتوفر PRS-600 بثلاثة ألوان. لاحظ أنه إذا كان الجهاز مغلقًا ، باستخدام الدبوس الاختياري المكون من 4 أرقام ، فلن يتم تحميله عبر USB ، فيجب تعطيل خيار القفل لتركيب الجهاز.
تم انتقاد هذه الطبعة لامتلاكها شاشة عاكسة للغاية ، مما يجعل من الصعب قراءتها ما لم تكن بزاوية مناسبة تمامًا فيما يتعلق بمصادر الضوء.
يوفر هذا الإصدار إمكانية إبراز النص الذي تقرأه أو اقتباسه أو تسليط الضوء عليه. علاوة على ذلك ، يأتي مع ميزات مثل مشغل الموسيقى عبر مقبس.
تحديد
الحجم: 175.3 × 121.9 × 10.2 ملم (6.9 بوصة × 4.8 بوصة × 0.4 بوصة) الوزن: 286 جم (10.1 أونصة) الشاشة: 6 بوصة تعمل باللمس الدقة: 600 × 800 بكسل إمكانية البحث عن المستندات قاموس مدمج: American Oxford and English OxfordeBook دعم الامتداد نص DRM: ePub (محمي بـ Adobe DRM)، PDF (Adobe DRM محمي)، كتاب BBeB (PRS DRM محمي) النص غير الآمن: ePub ، BBeB Book ، PDF5 ، TXT ، RTF ، Microsoft Word (يتطلب التحويل إلى القارئ تثبيت Word على جهاز الكمبيوتر الخاص بك) مقياس رمادي: 8 مستويات مقياس رمادي الذاكرة الداخلية: 512 ميجا بايت ، 380 ميجا بايت يمكن الوصول إليها الذاكرة الموسعة: دعم Sony Memory Stick Pro DUO و SDHC حتى 16 جيجا بايت حجم الخط: 5 أحجام خطوط قابلة للتعديل البطارية: مغلق داخلي ، ما يصل إلى أسبوعين من القراءة على شحنة واحدة MSRP: 170 دولارًا أمريكيًا ألوان العلبة المتاحة: PRS-600BC: BlackPRS-600SC: SilverPRS-600RC: RedDaily Edition PRS-900
تم إطلاق PRS-900 في ديسمبر 2009 وهو معروف أيضًا باسم «الإصدار اليومي». تم الإعلان عن PRS-900 في نفس الوقت مع شاشة اللمس PRS-300. إنه جهاز Sony Top of the Range بسعر 399 دولارًا أمريكيًا. يحتوي الجهاز على شاشة أكبر (7 بوصات) و 16 مستوى من التدرج الرمادي وشاشة تعمل باللمس ووصول لاسلكي 3G (من خلال AT&T Mobility بطريقة مشابهة لشبكة Kindle's whispernet) والتي تتيح الوصول إلى متجر Sony eBookstore في الولايات المتحدة دون الحاجة إلى كمبيوتر. مثل قارئات Sony السابقة ، يمكن توجيه الشاشة أفقيًا ، مما يتيح وضع نمط أفقي ، ويضيف وضعًا جديدًا يعرض صفحتين في الوضع الرأسي جنبًا إلى جنب (بطريقة مماثلة لعرض الكتاب).
تحديد
الحجم: 206.4 × 127 × 15.1 ملم (8.1 بوصة × 5 بوصة × 0.6 بوصة) الوزن: 360 جم (12.75 أونصة) الشاشة: 7.1 بوصة تعمل باللمس الحل: 600 × 1024 بكسل مقياس اللون الرمادي: 16 مستوى مقياس رمادي الذاكرة الداخلية: 2 جيجا بايت ، ذاكرة موسعة يمكن الوصول إليها 1.6 جيجا بايت: دعم Sony Memory Stick Pro DUO و SDHC حتى 32 جيجا بايت. وفقًا لسوني ، يمكن أن يستغرق ما يصل إلى 32 جيجا بايت Memory St.

## من أهم نماذجه
PRS-300
PRS-600
PRS-700
PRS-350
PRS-650
PRS-950